# BDAV
BDAV（Blu-ray Disc Audio-Visual、BD-AV），為BD-R、BD-RE等儲存媒體之藍光光碟所使用的格式之一。
在DVD規格中相當於DVD-VR（VR模式）。

## 特徵
由於直接記錄數位播放的訊號，因此MPEG系統規格採用MPEG-2 TS。
不僅可記錄影像及聲音，還可記錄播放訊號的資訊。另外，還活用了藍光光碟的龐大容量，可記錄長時間的標準畫質電視（於BDMV的形式中不可），在大部分的民生用BD錄影機上可採用與DVD-VR相同方式（MPEG-2編碼）以AV端子輸入、S端子輸入及色差端子輸入錄下標準畫質電視。

## 相關規格
- DVD-VR
- BDMV
- AVCREC